# Col de Granon
Der Col de Granon, lokal auch Col du Granon genannt, ist ein Gebirgspass in den Französischen Alpen. Die Passhöhe befindet sich auf einer Höhe von 2413 Metern im Département Hautes-Alpes. Nach anderen Angaben erreicht der Pass allerdings nur eine Höhe von 2404 Metern. Über die Passhöhe sind die Täler der Flüsse Guisane und Clarée verbunden.

## Strecke
Auf die Passhöhe führen zwei Routen. Von Süden führt die Departementsstraße 234T nach oben. Diese hat ihren Ausgangspunkt in Saint-Chaffrey auf einer Höhe von 1364 Metern. Auf einer Länge von 11,5 Kilometern führt die Straße mit einer durchschnittlichen Steigung um neun Prozent auf den Pass. Von Osten führt eine unasphaltierte Militärstraße auf die Passhöhe. Hier ist der Ausgangspunkt Val-des-Prés und die Länge beträgt 15,3 Kilometer mit knapp sieben Prozent Steigung.

## Tour de France
Im Jahr 1986 fand auf der Passhöhe eine Bergankunft der Tour de France statt. Die Strecke mit einer Bewertung der Kategorie HC von Saint-Chaffrey bewältigte der Spanier Eduardo Chozas als Erster. Diese Ankunft war lange die höchste Etappenankunft der Tour de France, bis sie 2011 vom Col du Galibier abgelöst wurde. Der Col de Granon stand danach erst wieder im Rahmen der Tour de France 2022 auf dem Rundfahrtsprogramm und bildete das Ziel der 11. Etappe mit Start in Albertville. Diese Etappe und damit auch die Bergwertung am Col de Granon gewann der Däne Jonas Vingegaard mit fast einer Minute Vorsprung vor dem Kolumbianer Nairo Quintana. Vingegaard konnte nach der Etappe auch das Gelbe Trikot übernehmen, da er dem bis dahin führenden Slowenen Tadej Pogacar rund drei Minuten abnahm.
- 1986:  Eduardo Chozas
- 2022:  Jonas Vingegaard

## Galerie

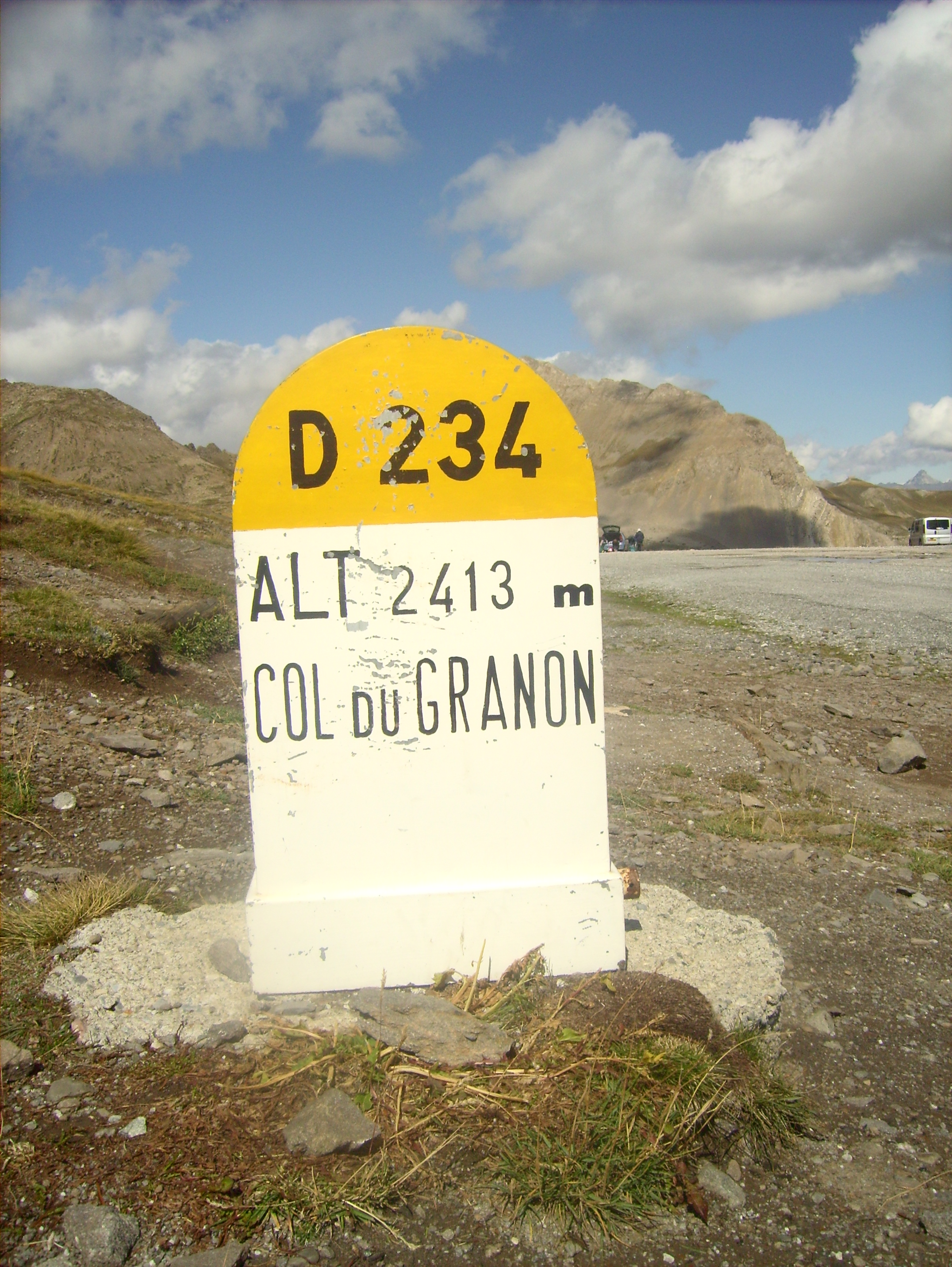
Meilenstein an der Passhöhe
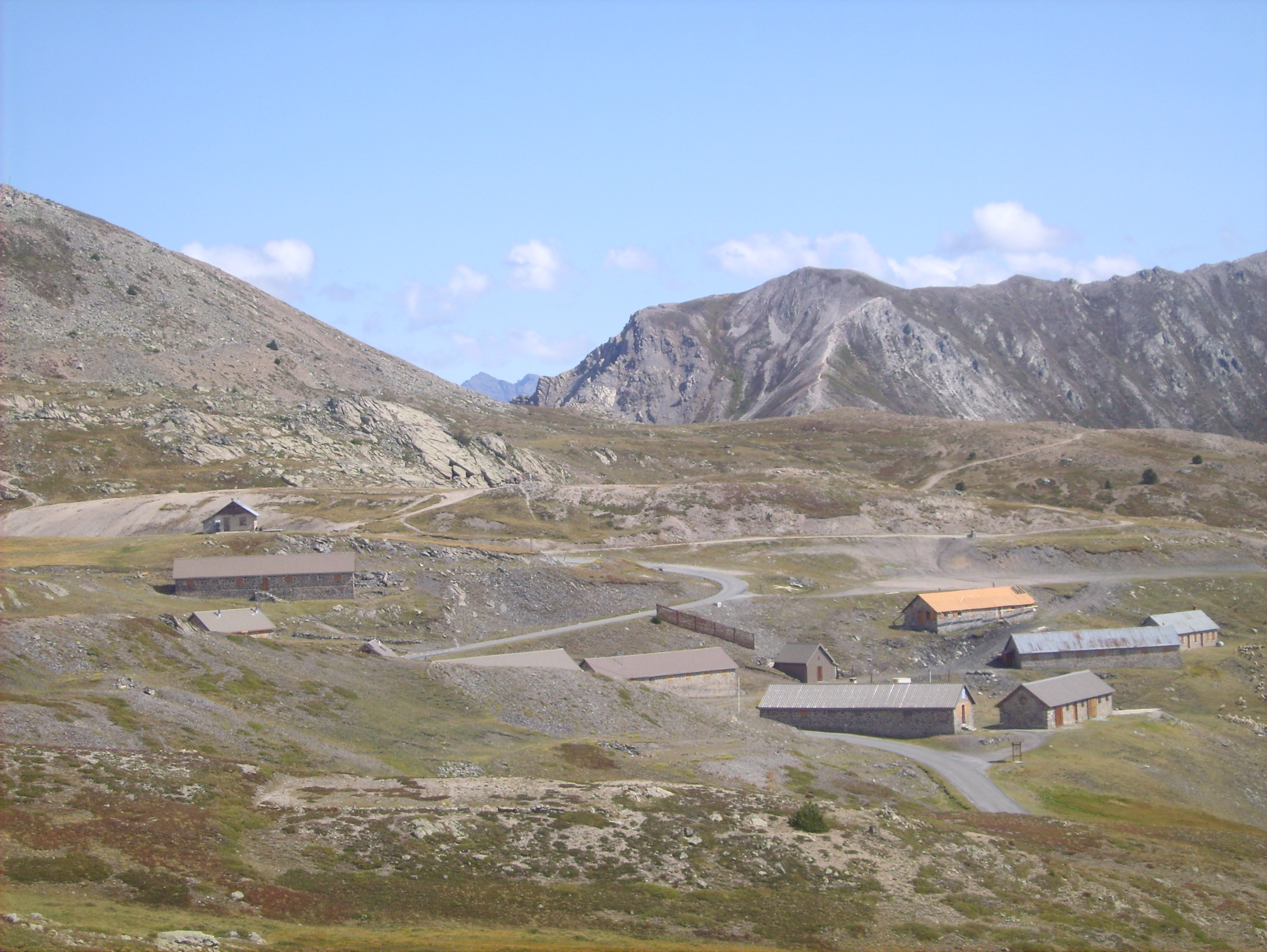
Militärische Gebäude vor der Passhöhe
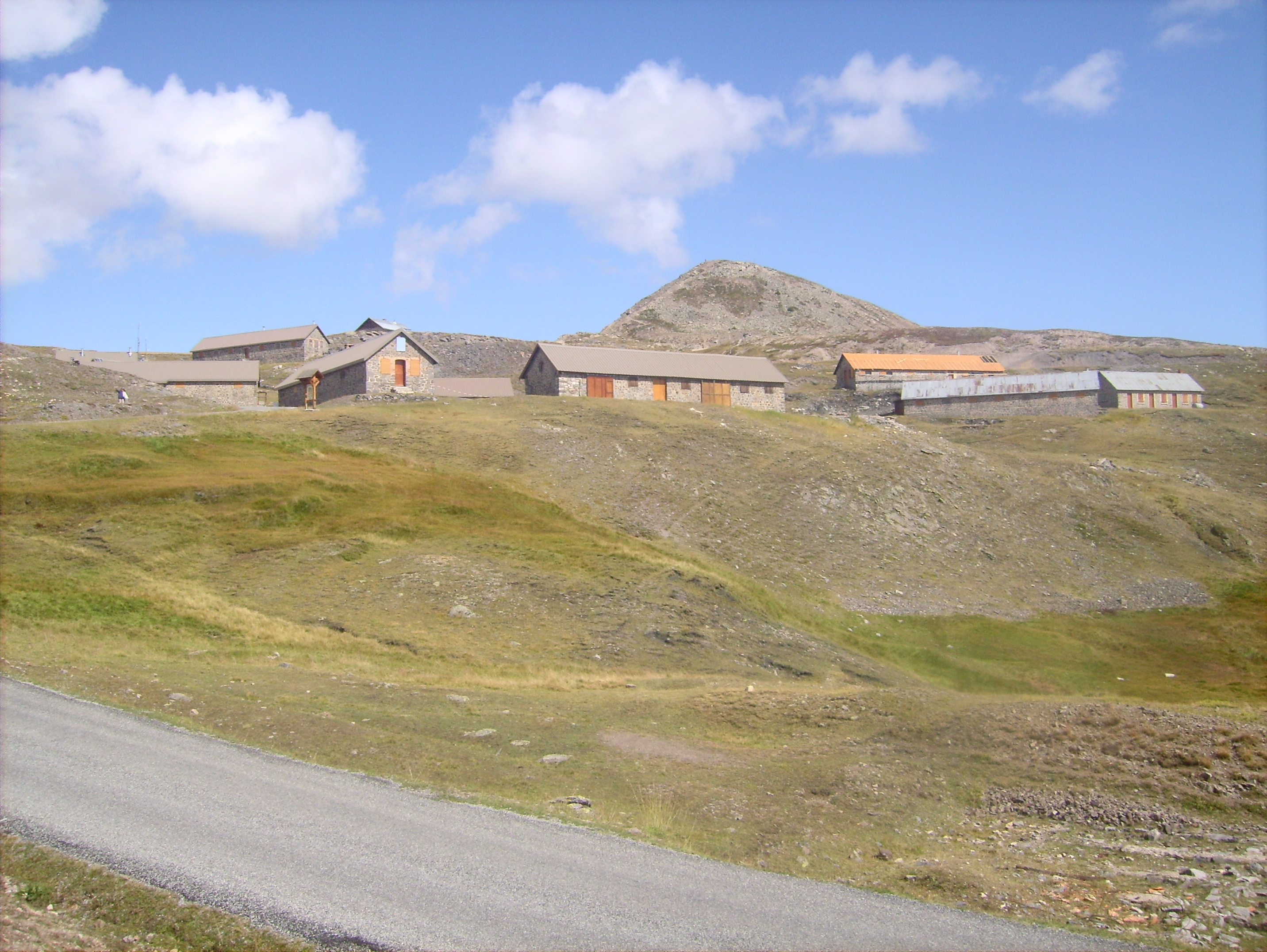
Militärische Gebäude vor der Passhöhe
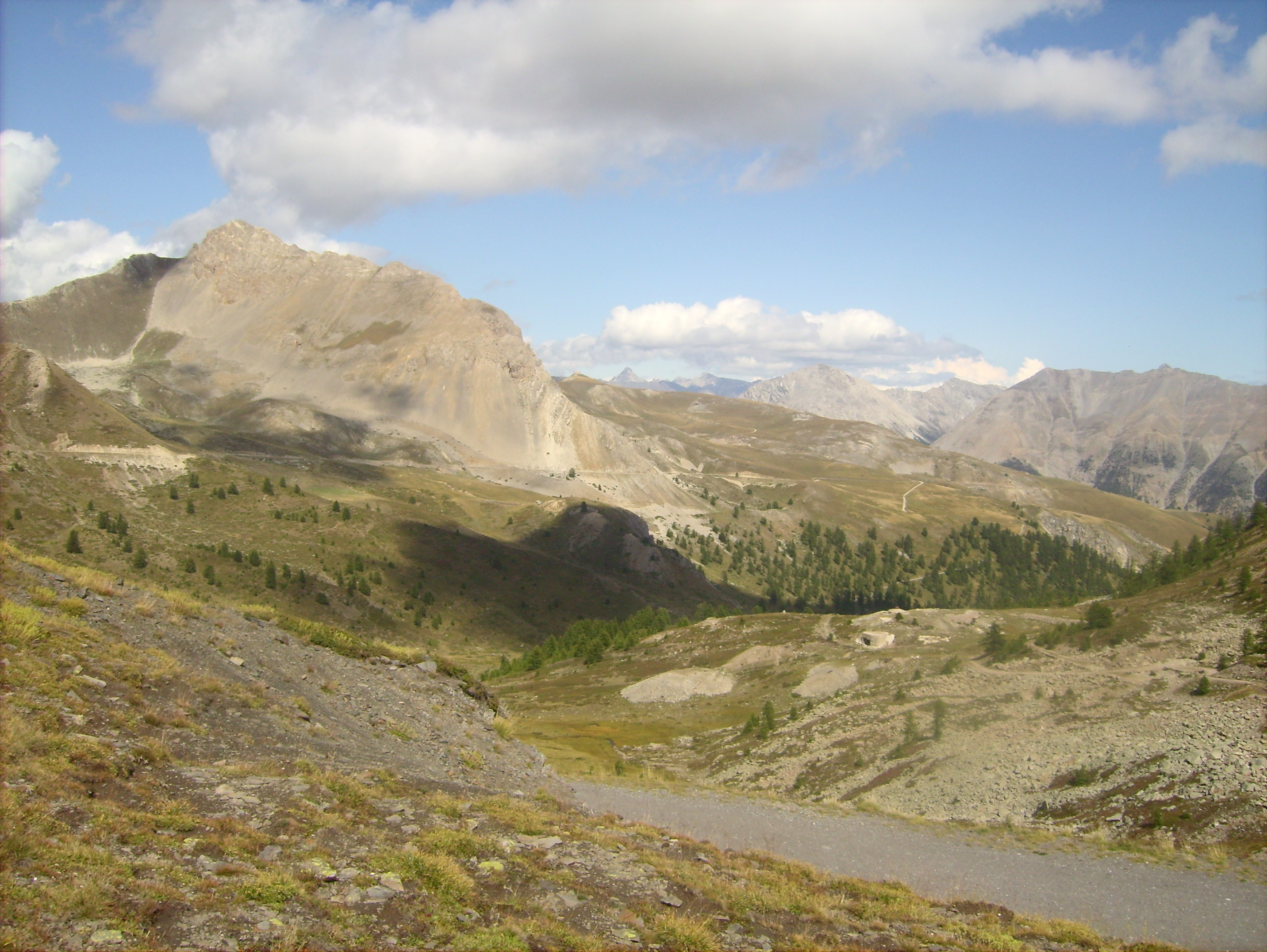
Blick nach Osten